# Khirbat Lid
Khirbat Lid (خربة لِد العوادين) était un village palestinien du sous-district de Haïfa, en Palestine mandataire.
Il fait partie des centaines de villages palestiniens dépeuplés lors de la première guerre israélo-arabe, le 9 avril 1948.

## Géographie
Le village est aussi appellé Khirbet Lid al Awadin. Le nom Khirbet désigne une ruine, la seconde partie du nom fait référence à un nom de personne. Situé à 32 km à l’est d’Haïfa, il avait une altitude moyenne de 75 m, sur un terrain plat du Marj ibn Amir, limité à l’est par le marais d’al-Nuwaytir. Une route secondaire donnait accès au village à partir de la grande route Afoula-Megiddo. Le village, reserré, était construit en ciment, terre ou maçonnerie de pierres. L’eau était fournie par un puits. Khirbat al-Manatir est situé à 3 km à l’ouest.
La superficie du territoire du village était de 13 572 dounams, dont 103 dounams utilisés pour les vergers ou en terres irrigables, 13 063 semés en céréales et 52 dounams construits. 352 dounams étaient des terres publiques.

## Histoire
Des trouvailles archéologiques remontant à l’Empire byzantin ont été découvertes à Khirbat al-Manatir.

### Empire ottoman
En 1881, l’enquête du Palestine Exploration Fund (PEF) signale des ruines, avec un pilier central près d’une source.
Lors des reconnaissances préalables à la construction de la ligne de chemin de fer de la vallée de Jezréel (en) (ou Jezraël), Gottlieb Schumacher note en 1900 que Lid était un village florissant de 46 huttes et 200 habitants, construit par les Bédouins.

### Mandat britannique
Au recensement de 1922 mené par les autorités britanniques, la zone tribale d’Al Awadein avait une population de 402 musulmans, augmentant au recensement de 1931 à 451. Dans les Statistiques de Village de 1945, le village a 640 habitants et une superficie de 13 572 dounams.
Les villageois cultivaient les terres et faisaient de l’élevage comme source de revenus complémentaires. En 1943, ils avaient 480 bovins, 612 moutons de plus d’un an, 125 chèvres de plus d’un an, 36 dromadaires, 16 chevaux, 39 ânes, 2890 volailles et 650 cochons.

### Guerre de 1948
La population estimée en 1948 est de 742 habitants.
Le soir du 26 février 1948, dans les premières semaines de la guerre, un commando juif s’infiltre à Lid. Selon le journal palestinien Filastin, les villageois souvrirent un feu nourri sur les assaillants, les poussant à la retraite après une brève escarmouche. Aucun camp ne déplora de pertes. Aucun récit n’existe de l’occupation de Lid ; il est possible que, vu son emplacement, il soit un des villages pris après la bataille de Mishmar HaEmek (en). Tous les villages occupés durant cette opération ont immédiatement été détruits par les forces sionistes. Il a aussi pu être occupé pendant l’opération Dekel, en juillet 1948. Le site Palestine Remembered, maintenant la mémoire de la Palestine d’avant la Nakba, indique le 9 avril comme date d’occupation. Ilan Pappé penche aussi pour une date entre le 2 et le 10 avril, dans le cadre d’opérations visant à désarabiser totalement les zones situées sur les routes Tel-Aviv-Haïfa, Haïfa-Jénine et Jaffa-Jérusalem.
Après la guerre, le village est annexé à Israël. Le moshav d’HaYogev (en) est établi en 1949, à l’ouest du village et occupe une partie de ses terres.
En 1992, il ne reste du village que des tas de pierres, des eucalyptus et des oliviers. Le puits est recouvert d’une construction. En 1998, le nombre de réfugiés issus des habitants expulsés de Lid est estimé à 4559.